# Leon Koźmiński

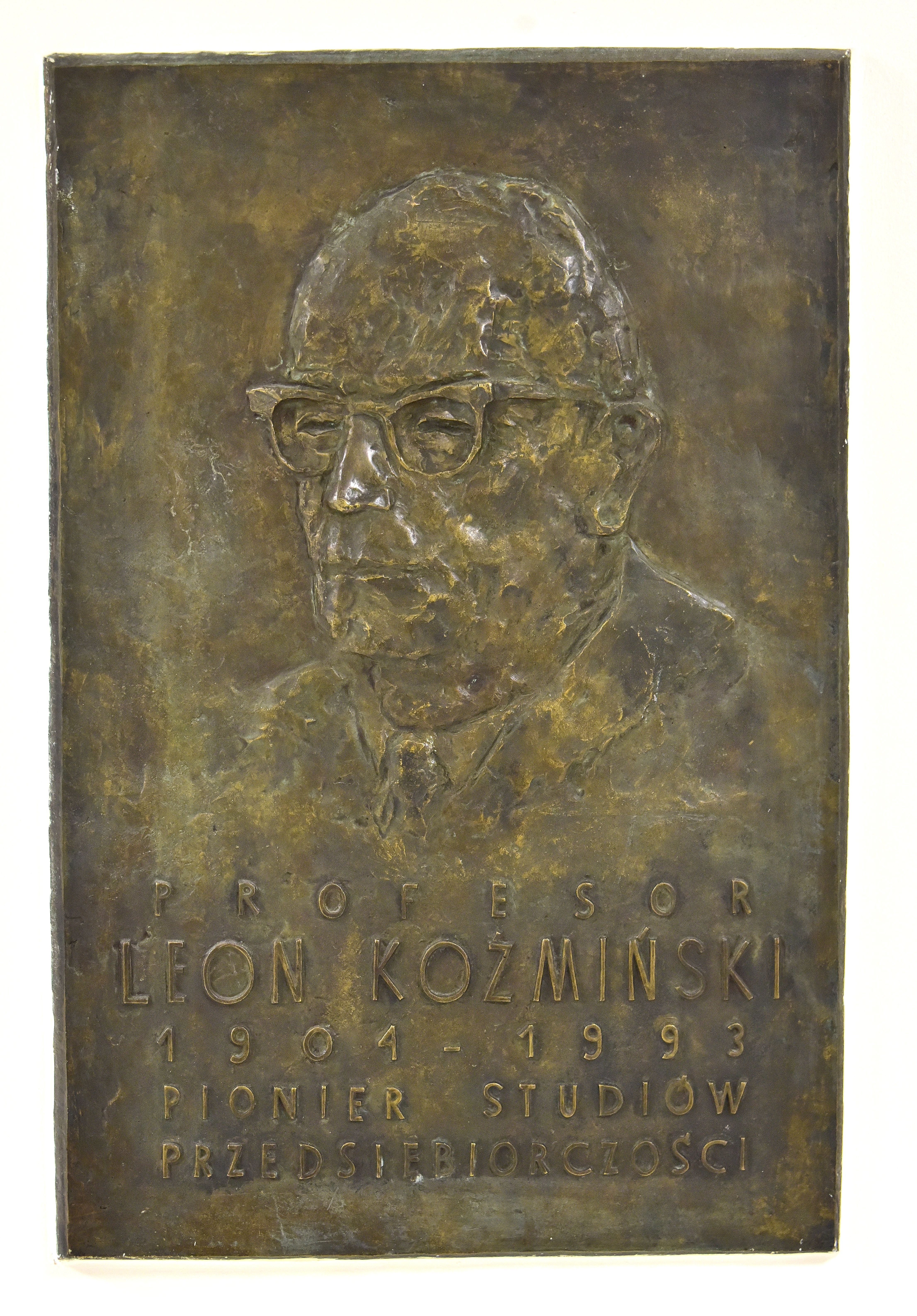
Leon Koźmiński, Gedenktafel

Leon Koźmiński (* 1. Oktober 1904 in Daszkowce in der Oblast Winnyzja, Ukraine; † 1993) war ein polnischer Hochschullehrer.

## Leben
Seine Eltern waren Bolesław und Maria Koźmiński. Er verbrachte seine Kindheit auf dem elterlichen Besitz in Wyszczykusy bei Schytomyr und lebte dann von 1914 bis 1920 im Schweizer Internat Collège Champittet in der Nähe von Lausanne. Sein Abitur legte er 1924 am staatlichen humanistischen Gymnasium in Tczew ab. Von 1924 bis 1927 studierte Koźmiński an der Wyższa Szkoła Handlowa in Warschau; hier verfasste er seine Diplomarbeit unter Leitung von Ludwik Krzywicki. Im Folgejahr begann er an der Warschauer Szkoła Główna Handlowa mit einem Promotionsstudium, das er 1928 und 1929 in Paris an der Sorbonne fortsetzte. Im Alter von 26 Jahren schloss er seine Promotion unter Claude Mornet ab. Das Studium in Frankreich wurde teilweise von einem französischen, zum Teil aus einem polnischen Stipendienfonds finanziert.
Im Jahr 1929 begann Koźmiński als Dozent an der Warschauer Wyższa Szkoła Handlowa zu arbeiten. Parallel war er beim Buchverlags- und Handelsunternehmen Dom Książki Polskiej S.A. tätig; hier wurde er nach zwei Jahren in den Aufsichtsrat berufen. Kurz nach seiner Habilitation begann er seine Lehrtätigkeit an der Szkoła Główna Handlowa (SGH). Während des Zweiten Weltkriegs diente er in der polnischen Armee und nahm als Oberleutnant der polnischen Heimatarmee am Warschauer Aufstand teil.
Nach dem Krieg setzte er seine Lehrtätigkeit an der nun in Szkoła Główna Planowania i Statystyki umbenannten SGH fort. Am 19. November 1960 wurde er hier zum ordentlichen Professor berufen. Für seine Leistungen in der akademischen Lehre wurde Koźmiński mehrfach ausgezeichnet; unter anderem mit der Medaille zum 10. Jahrestag der Volksrepublik Polen (poln.: Medal 10-lecia Polski Ludowej), dem silbernen Verdienstkreuz der Republik Polen und dem Offizierskreuz des Ordens Polonia Restituta.
Koźmiński war seit 1935 mit Janina Szałkowska verheiratet. Sein Sohn ist Andrzej Koźmiński, ebenfalls ein Hochschullehrer. Die private Warschauer Wirtschaftshochschule Akademia Leona Koźmińskiego wurde nach ihm benannt.